# Chris Stanley
Chris Stanley (* 18. Juni 1979 in Parry Sound, Ontario) ist ein ehemaliger deutsch-kanadischer Eishockeyspieler, der seit 2019 beim Rostocker EC aktiv ist. Dort fungiert er als Trainer.

## Karriere
Chris Stanley begann seine Karriere in der Metropolitan Junior Hockey league bei den Wellington Dukes. Über diverse Stationen kam er 2009 zu den in die 2. Eishockey-Bundesliga spielenden Fischtown Pinguins, wo er drei Spielzeiten blieb. Für die Saison 2012/13 wechselte er zu den Rote Teufel Bad Nauheim in die Oberliga. Dort gewann Chris Stanley im April 2013 als Kapitän seiner Mannschaft die Oberliga-Meisterschaft. Zur Saison 2013/14 wechselte er zu den Löwen Frankfurt.

### Als Trainer
Ende Juli 2014 wurde bekannt, dass Chris Stanley seine langjährige Spielerkarriere beendet hat. Bei den Löwen Frankfurt nahm er indes die Rolle als Co-Trainer an und unterstützte somit seine ehemaligen Mitspieler und Löwen-Coach Tim Kehler.
Nach zwei Jahren als Assistenztrainer entschied er sich wieder aktiv Eishockey zu spielen und schloss sich dem ERC Sonthofen in der Oberliga Süd an. Zur Saison 2018/19 schloss er sich den ebenfalls in der Oberliga Süd beheimateten EV Lindau an und agierte dort als Spielertrainer bis zu seiner Entlassung im November 2019, einen Monat später schloss er sich als Spielender Co-Trainer den Rostocker Piranhas in der Oberliga Nord an, spielte dort zwei weitere Spielzeiten, bevor er nach der Saison 2020/21 endgültig seine aktive Spielerkarriere beendete und sich nunmehr den Job als Trainer voll widmet. 

## Erfolge und Auszeichnungen
- 1999 J.-Ross-Robertson-Cup-Gewinn mit den Belleville Bulls
- 2003 AUS First All-Star Team
- 2003 AUS Most Valuable Player
- 2004 AUS First All-Star Team
- 2004 AUS Most Valuable Player
- 2004 CIS-Spieler des Jahres
- 2013 Bester Torschütze der Oberliga West (41)
- 2013 Oberliga-Meister mit den Rote Teufel Bad Nauheim